# Lucius Sempronius Atratinus (Konsul 444 v. Chr.)
Lucius Sempronius Atratinus war ein Politiker der frühen Römischen Republik. Er entstammte dem römischen Geschlecht der Sempronier und soll 444 v. Chr. das Konsulat bekleidet haben sowie 443 v. Chr. einer der beiden ersten Zensoren gewesen sein.
Die für das Jahr 444 v. Chr. gewählten drei Konsulartribunen mussten laut der römischen Überlieferung bereits nach drei Monaten wegen fehlerhafter Wahl abdanken. Ein Mitglied dieses Kollegiums der höchsten Staatsbeamten war Aulus Sempronius Atratinus, ein Bruder des hier behandelten Lucius Sempronius Atratinus, gewesen. Letzterer wurde nun gemeinsam mit Lucius Papirius Mugillanus als Suffektkonsul nachgewählt. Nachdem das neue Amt der Zensur eingeführt worden war, sollen Atratinus und sein Konsulatskollege 443 v. Chr. die ersten beiden Vertreter dieses Amtes geworden sein.
Die Konsulate der Sempronier sind – so mittlerweile einhellige Meinung innerhalb der Fachwissenschaft – alle aus der Konsulliste der frühen Republik zu streichen, da sie später, wohl um 300 v. Chr., interpoliert wurden. In der Frühphase der Republik konnten nur Patrizier zum Konsulamt gelangen, die gens Sempronia war jedoch eindeutig plebejisch.